# Sportåret 1851

## Händelser

### Baseboll
- 3 juni – New York Knickerbockers möter New York Washingtons i den första av en serie matcher mellan klubbarna. Dessa matcher anses vara de första kända regelbundna matcherna mellan två basebollklubbar.[1]

### Boxning

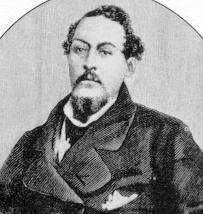
Tom Hyer.

- 29 april – Tom Sayers besegrar Dan Collins i Long Reach. Matchen varar i en timme och 24 minuter över 44 ronder.[2]

- 6 maj – Harry Orme besegrar Nat Langham i Lower Hope Point. Matchen varar i två timmar och 59 minuter över 117 ronder.[3]

- 23 september – Harry Poulson besegrar Tom Paddock i Sedgebrook. Matchen varar i en timme och 35 minuter över 71 ronder.[4]

- 29 september – Harry Broome besegrar William Perry i Mildenhall och tar därmed över den engelska mästerskapstiteln i tungvikt. Matchen varar i 33 minuter över 15 ronder. Perry diskas när han slår till Broome medan denne är nere på knä.[5]

- 16 december – Tom Paddock besegrar Harry Poulson i Belper. Matchen varar i en timme och 35 minuter över 86 ronder och slutar med ett upplopp. Båda boxarna fängslas och döms till tio månaders straffarbete.[4]

- Okänt datum – Tom Hyer drar sig tillbaka och ger därmed upp sin amerikanska mästerskapstitel i tungvikt.[6] Yankee Sullivan gör anspråk på den vakanta titeln.[7]

### Cricket
- 11–12 februari – Tasmanien (då kallat Van Diemen's Land) besegrar Victoria (då kallat Port Phillip District) i Launceston i den första cricketmatchen mellan två australiska kolonier. Matchen betraktas som den första "first-class"-matchen i Australien.[8]

- Okänt datum – Surrey CCC vinner County Championship (en inofficiell titel fram till 1890, då de första officiella mästarna koras).

### Schack
- Maj–juli – Den första internationella schackturneringen arrangeras i London i samband med den första världsutställningen. Turneringen vinns av Adolf Anderssen.[9]

- 21 juni – Adolf Anderssen besegrar Lionel Kizeritskij under en paus i turneringen i London i vad som efteråt får namnet "Det odödliga partiet".[10]

### Segling

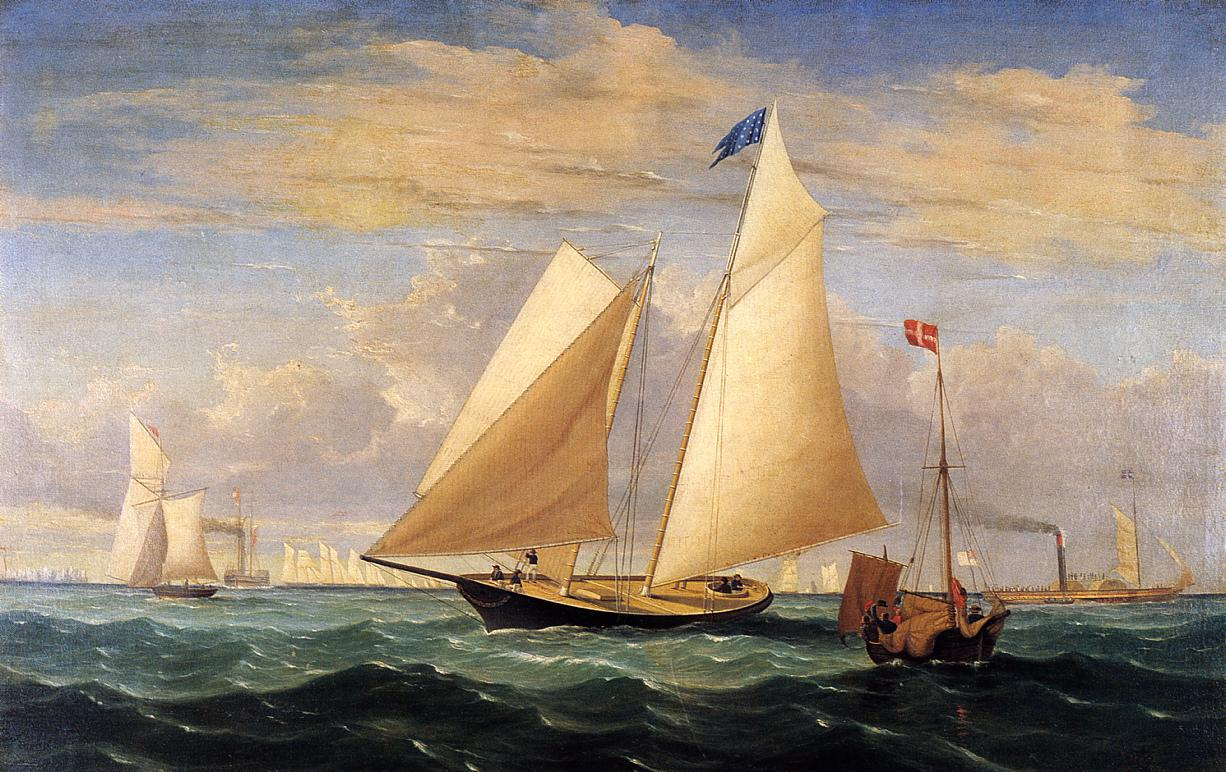
America vinner £100 Cup.

- 22 augusti – Segeljakten America vinner den första upplagan av Royal Yacht Squadrons £100 Cup runt Isle of Wight. Tävlingen döps senare om till America's Cup.[11]

## Födda
- 20 april – Tom Morris Jr, skotsk golfspelare[12]

- 15 maj – Herbert Lawford, brittisk tennisspelare[13]

## Avlidna
- Okänt datum – Gustafva Lindskog, svensk gymnastiklärare[14]